# Немачка подморница У-141
Подморница У-141 је била Немачка подморница типа II-Д и коришћена је у Другом светском рату. Подморница је изграђена 21. августа 1940. године, и служила је у 1. подморничкој флотили (21. август 1940 — 23. октобар 1940) - обука, 3. подморничкој флотили (24. октобар 1940 — 30. септембар 1941) - борбени брод, 21. подморничкој флотили (1. октобар 1941 — 1. март 1945) - школски брод, и у 31. подморничкој флотили (2. март 1945 — 2. мај 1945) - тренажни брод.

## Служба
По завршетку градње, 21. августа 1940. године, подморница У-141 је уврштена у састав 1. флотиле, и врши тренажну обуку посаде. Од октобра 1940. године, подморница У-141 је пребачена у састав 3. флотиле (борбена флотила), али на своје прво борбено патролирање, она ће отићи тек следеће године.
Дана, 13. априла 1941. године, под командом Филипа Шилера, подморница У-141 напуста базу Кил, и након свега пет дана патролирања, упловљава у базу Берген, Норвешка, одакле 29. априла креће на ново патролирање. Седам дана касније, 5. маја, подморница је нападнута од једног британског патролног бомбардера Локид Хадсон, на око 50 наутичких миља од конвоја OB-318. Оштећења која је У-141 претрпела од експлозија три дубинске бомбе, проузроковала су прекид патроле. Убрзо су на место напада пристигли и британски ратни бродови, Electra (H 27) и Escapade (H 17), али нису успели да открију немачку подморницу. Подморница У-141 стиже 11. маја у базу Лорјан, Француска, где пролази одређени ремонт. На следеће своје борбено патролирање подморница У-141 креће из базе Лорјан, 31. маја 1941. године.
У 03:29 сати, 22. јуна 1941. године, шведски трговачки брод Calabria, који се издвојио од конвоја SL-76, погођен је једним торпедом испаљеног са подморнице У-141, и тоне након 30 минута на око 100 наутичких миља од брода-светиоика Inishtrahull. Брод је већ раније гађан са два торпеда, у 00:27 и 02:13 сати, али су оба промашила. Три члана посаде шведског брода је погинуло приликом његовог потапања. Четири дана касније, 26. јуна, У-141 упловљава у базу Лорјан, чиме је завршила своје патролирање. Након скоро три недеља, 14. јула, У-141 креће из базе Лорјан у ново патролирање.
Дана, 26. јула 1941. године, у 03:28 сати. Подморница У-141 напада конвој OS-1, на око 365 наутичких миља од Блади Форленда. Командант подморнице У-141, Шилер, сматрао је да су погођена три брода са по једним торпедом. Посада првог брода је почела да напуста брод, други је експлодирао, а трећи који је имао четири димњака, био је тешко оштећен. У стварности, погођена су само два брода; британски теретни брод Botwey је потопљен, а други британски трговачки брод, Atlantic City је напустен, али се посада касније опет укрцала и успела да доплови до Клајда. Atlantic City је касније оправљен и враћен новембра 1941. године у службу. Заповедника, 48 чланова посаде и четири стражара, са брода Botwey, спасио је спасилачки брод  (заповедник В. Џ. Хертли), и искрцава их 28. јула и Гриноку. Подморница У-141 упловљава 1. августа у базу Лорјан, и ту остаје до 21. августа, када полази на своје ново, а уједно и последње борбено патролирање. 
У 23:37 сати. 5. септембра 1941. године, исландски рибарски брод  (заповедник Оскар Теодор Оскарсон), је погођен по средини једним торпедом, испаљеног са У-141, и тоне заједно са комплетном посадом од 11 људи. Сутрадан, 6. септембра, У-141 испаљује торпедо ка британском рибарском броду King Erik, који након погодка тоне, такође са целокупном посадом од 15 члана. Дана, 18. септембра 1941. године, У-141 упловљава у базу Кил, чиме завршава своју борбену употребу. До краја рата она служи искључиво као подморница за обуку младих подморничара, а 2. маја 1945. године, посада је потапа у Вилхелмсхафену, како не би пала савезницима у руке.

## Команданти
- Хајнц-Ото Шулце (21. август 1940 — 30. март 1941)
- Филип Шилер (31. март 1941 — 29. новембар 1941)
- Јирген Кригер (30. новембар 1941 — 16. јун 1942)
- Гинтер Мелер (16. јун 1942 — 15. фебруар 1943)
- Дитрих Раух (16. фебруар 1943 — 28. јул 1943)
- Бернард Лутман (29. јул 1943 — 6. новембар 1944)
- Хајнрих-Дитрих Хофман (7. новембар 1944 — 2. мај 1945)

## Бродови
| Име брода | Држава               | Тежина     | Година изградње | Датум напада       | Напомена |
|           | Шведска              | 5.560 тона | 1916.           | 22. јун 1941.      | Потопљен |
|           | Уједињено Краљевство | 5.133 тона | 1941.           | 26. јул 1941.      | Оштећен  |
|           | Уједињено Краљевство | 5.106 тона | 1916.           | 26. јул 1941.      | Потопљен |
|           | Исланд               | 190 тона   | 1890.           | 5. септембар 1941. | Потопљен |
|           | Уједињено Краљевство | 228 тона   | 1899.           | 6. септембар 1941. | Потопљен |
| --------- | -------------------- | ---------- | --------------- | ------------------ | -------- |